# Vésztő
Vésztő est une ville et une commune du comitat de Békés en Hongrie.

## Villes jumelées

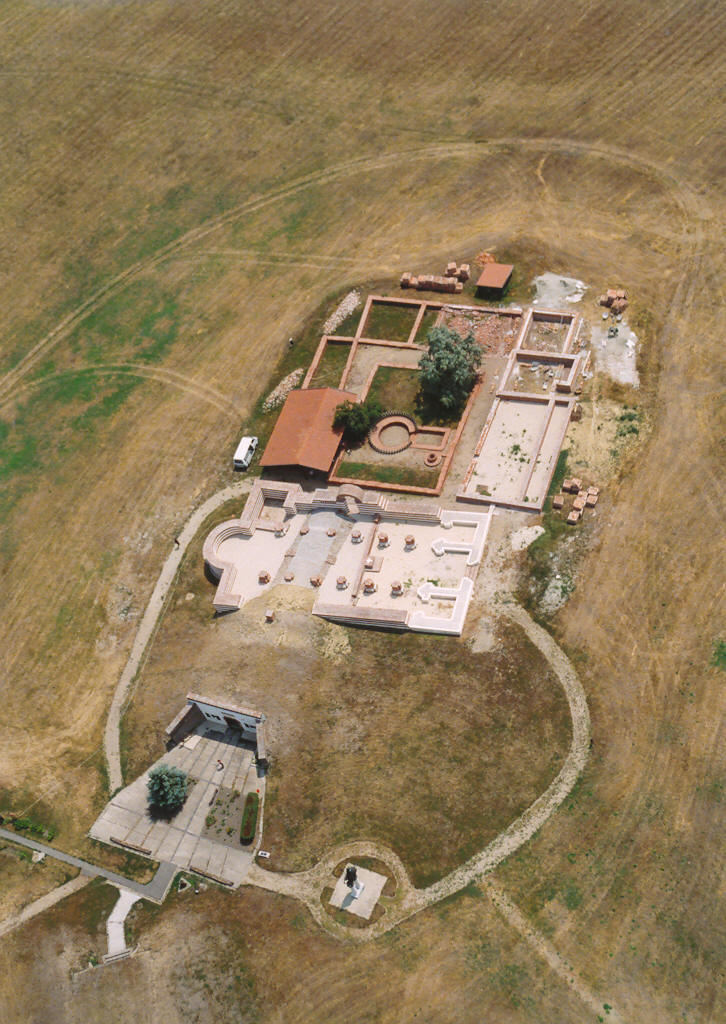
À Vésztő-Mágor, « butte coumane » (kunhalom, en fait néolithique) et ruines du monastère de Csolt (XIIIe siècle).